# Craon, Mayenne

Craon este o comună în departamentul Mayenne, Franța. În 2009 avea o populație de 4,590 de locuitori.

## Galerie foto

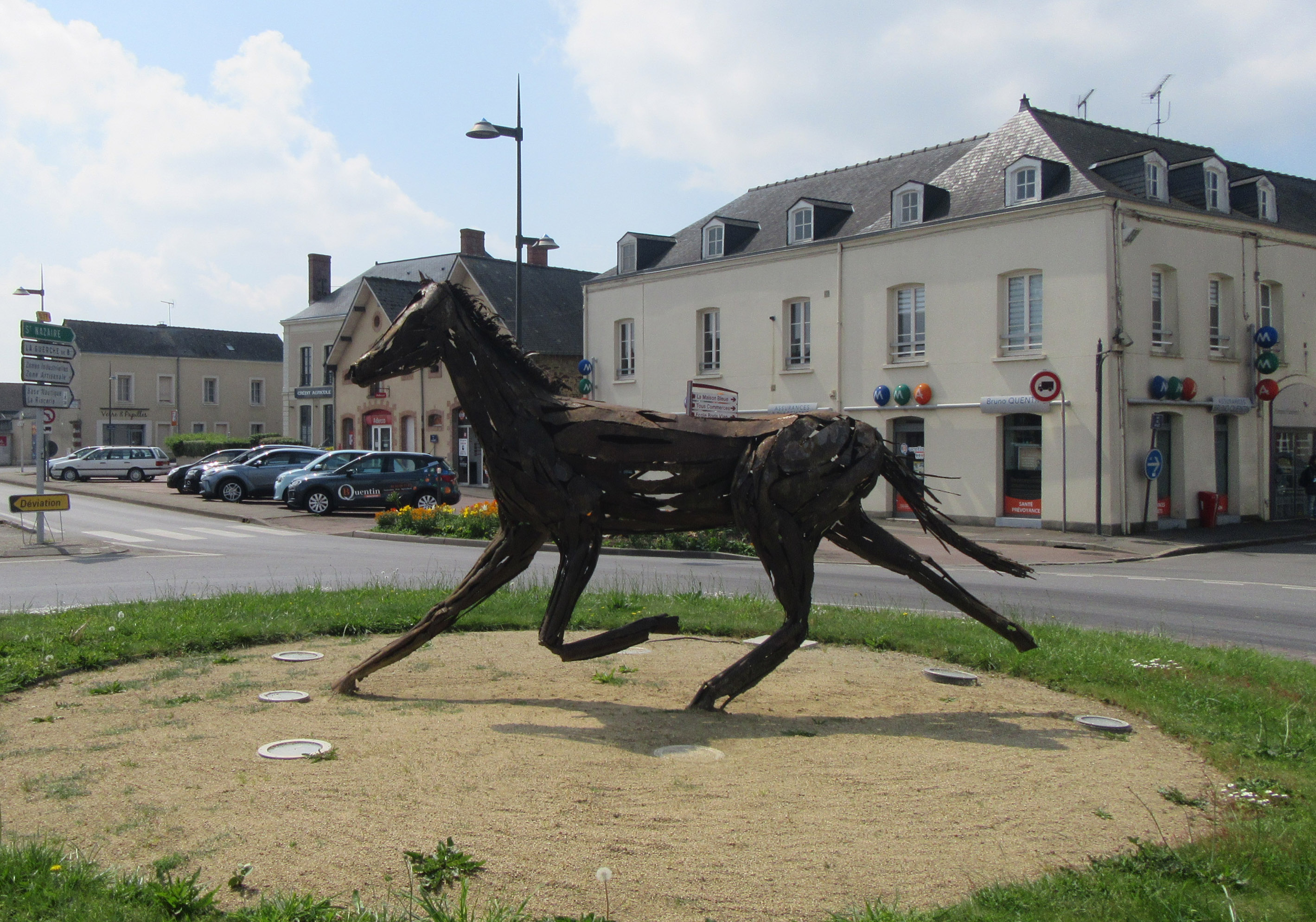
Monument la intersecția drumurilor D771 și D22.
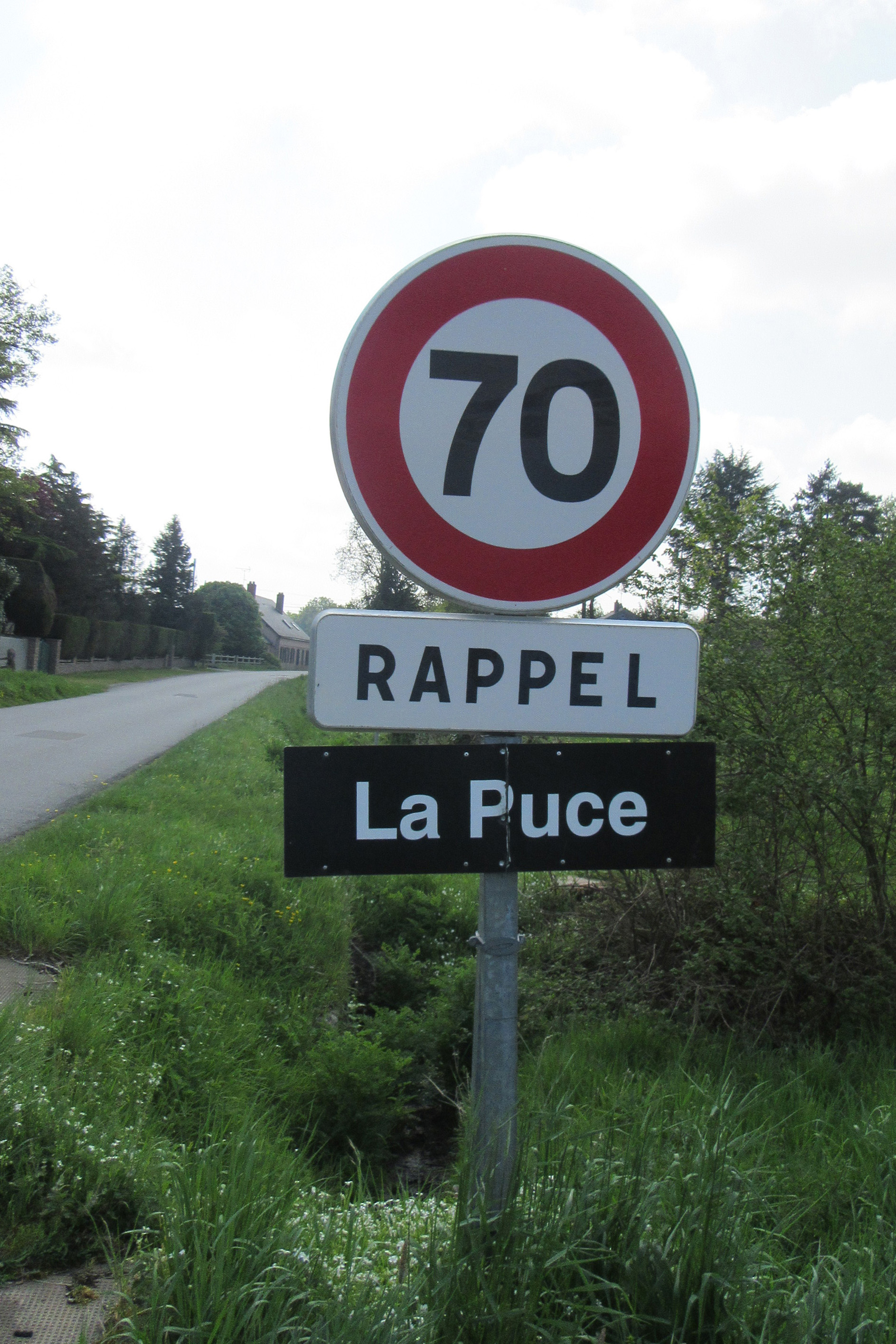
Placă informativă la intrarea în satul La Puce.